# La Poterie-au-Perche
La Poterie-au-Perche település Franciaországban, Orne megyében. Lakosainak száma 136 fő (2018. január 1.). La Poterie-au-Perche L’Hôme-Chamondot, Normandel, Randonnai, Saint-Maurice-lès-Charencey és La Ventrouze községekkel határos.

## Népesség
A település népességének változása:
| Lakosok száma | 140  | 130  | 140  | 157  | 148  | 146  | 169  | 142  | 137  | 136  |
|               | 1962 | 1968 | 1975 | 1982 | 1990 | 2008 | 2013 | 2015 | 2017 | 2018 |